# 韓子熙
韓 子熙（かん しき、生没年不詳）は、北魏から東魏にかけての官僚・学者。字は元雍。本貫は昌黎郡棘城県。

## 経歴
韓興宗（韓麒麟の子）の子として生まれた。若くして学識があった。崔光の推挙を受けて清河王元懌の下で常侍となり、郎中令に転じた。かつて子熙の父の韓興宗は弟の韓顕宗に爵位を譲ろうとしたが、韓顕宗は受けなかった。子熙は父の意志を受けて、父の死後も爵位を嗣がなかった。韓顕宗が死去すると、子熙は別の爵位を受けて、父の爵位を弟の韓仲穆に譲った。父の喪が明けると、子熙は再び清河王元懌に仕えた。
520年（正光元年）に元叉が元懌を殺害すると、長らく元懌の葬儀をおこなうことができなかった。子熙は野に下って、元懌の名誉回復と葬礼がなされない限り、終身仕えないことを誓った。525年（孝昌元年）になって霊太后が政権に返り咲き、元叉が領軍の任を解かれると、子熙は元懌の旧部下たちとともに元懌の名誉回復を請願した。霊太后にこのことを賞賛されて、子熙は中書舎人となった。後に劉騰の棺が暴かれ、元叉には死を賜って、元懌の名誉は回復された。
まもなく子熙は修国史となり、寧朔将軍の号を加えられた。しばらくして著作郎に任じられ、さらに司州別駕を兼ねた。輔国将軍・鴻臚少卿に転じた。ときに従弟の韓伯華が東の太原郡太守となったが、斉州刺史の元弼に侮辱されたため、子熙は泣いて朝廷に訴えた。孝明帝は事情を調査させ、元弼は譴責を受けた。
528年（建義元年）、子熙は黄門を兼ねた。まもなく正式に黄門となった。爾朱栄が葛栄を捕らえ、葛栄の身柄が洛陽に送られると、孝荘帝は葛栄との面会を望んだ。子熙は葛栄の不遜を恐れて、面会を阻止した。爾朱栄はこのことを聞いて激怒し、子熙を処罰するよう請願したが、孝荘帝は子熙を許して責めなかった。まもなく征虜将軍の号を加えられた。邢杲が反乱を起こすと、子熙は慰撫にあたることとなった。邢杲がいつわって降伏を申し出ると、子熙はこれを信じて、楽陵まで撤退した。邢杲が再び起兵したため、子熙は洛陽に召還された。廷尉に身柄を送られ、その罪を論じられたが、一死を赦されて免官とされた。しばらくして、兼尚書吏部郎となった。531年（普泰元年）、通直散騎常侍・撫軍将軍・光禄大夫の位を受けた。まもなく正式に尚書吏部郎となった。孝武帝の初年、著作郎を兼ねた。孝武帝擁立の功績により、歴城県開国子に封じられ、衛将軍・右光禄大夫の位を加えられた。
東魏の天平初年、子熙は侍読となり、さらに国子祭酒に任じられた。子熙は清貧でつつましく、静穏を好んだ。鄴に遷都したばかりで、百官はみな兵を配属されたが、祭酒は閑職として扱われ、2人が配属されるにとどまった。このことを陳情するよう勧める者があったが、子熙は「朝廷が祭酒に兵を給しないといって、何が韓子熙に関わる事があろうか」と答えて断り、当時の論者は子熙のこの言を高雅なものとみなした。まもなく子熙は驃騎将軍の号を受けた。元象年間、衛大将軍の号を加えられた。
先立って子熙は弟の妻の王氏とのあいだに2人の男子を生ませた。子熙は未婚のまま、寡婦の李氏と私通して3人の男子を生ませた。王氏と李氏の仲は悪く、長年にわたってお互いを中傷しあったので、子熙はこのことを恥じて、ついに病床に伏せった。興和年間、孝静帝が釈奠を行うため、子熙は侍講となった。まもなく子熙は死去した。武定初年、驃騎将軍・儀同三司・幽州刺史の位を追贈された。

## 伝記資料
- 『魏書』巻60 列伝第48
- 『北史』巻40 列伝第28